# 巴拉那盆地
巴拉那盆地（葡萄牙語：Bacia do Paraná）是位于南美中东部的大型克拉通沉积盆地，占地面积约1,500,000 km2（580,000 sq mi），约75％面積的盆地位於巴西境內，其余面積的盆地位於巴拉圭东部、阿根廷东北部和乌拉圭北部。巴拉那盆地名稱來源自巴拉那河。
25°00′S 54°00′W / 25.000°S 54.000°W